# Шиловка (Донецкая область)
Ши́ловка (укр. Шилівка) — село на Украине, находится в Добропольском районе Донецкой области.

## История
Шидлово (Шилово) – село протестантов в Криворожской волости. Основано в 1890 году. Лютеранский приход — Людвигсталь. Община владела 1380 десятинами земли. В 1904 году в селе проживало 372 человека.
Население по переписи 2001 года составляет 242 человека. Почтовый индекс — 85033. Телефонный код — 6277.
Наибольшего расцвета село достигло в 70-е—80-е годы 20-го века. В это время в селе были построены объекты сельского хозяйства (фермы, бригада, конюшня) и инфраструктуры (новые школа, клуб, дома для жителей), проведена система водоснабжения и укладка дороги. За выдающиеся достижения колхоз и его руководство получали значимые государственные награды. Основной вклад в развитие села этого периода внёс председатель колхоза Василий Васильевич Дрюцкий (1926—1992 г.ж.).

## Адрес местного совета
85033, Донецкая область, Добропольский р-н, с. Шиловка, ул. Шевченко, 1
Село является центром Шиловского сельского совета. На территории села находятся школа, детский сад и церковь.
Другой достойный внимания объект: памятник воинам-освободителям, открытый к 45-ию победы в Великой Отечественной войне. У памятника на плитах записаны имена солдат, погибших при освобождении села.
Природа Шиловки — типичный степной ландшафт. С одной стороны села течёт река Гришинка. Река — приток реки Бык, который, в свою очередь, впадает в Днепр. С другой стороны расположен большой пруд. Его длина составляет более километра, ширина достигает 300 м. Этот пруд — наиболее красивая часть ландшафта. Есть небольшой лиственный лес. Остальная часть окружающей территории — поля, балки.